# آبشار سنت آنه
آبشار سنت آنه (به انگلیسی: St. Anne Falls) آبشاری است که در کبک، کانادا واقع شده و ارتفاع کلی ریزشگاه آن ۲۳۰ فوت (۷۰ متر) است.